# Wikingergrab von Lilleberge

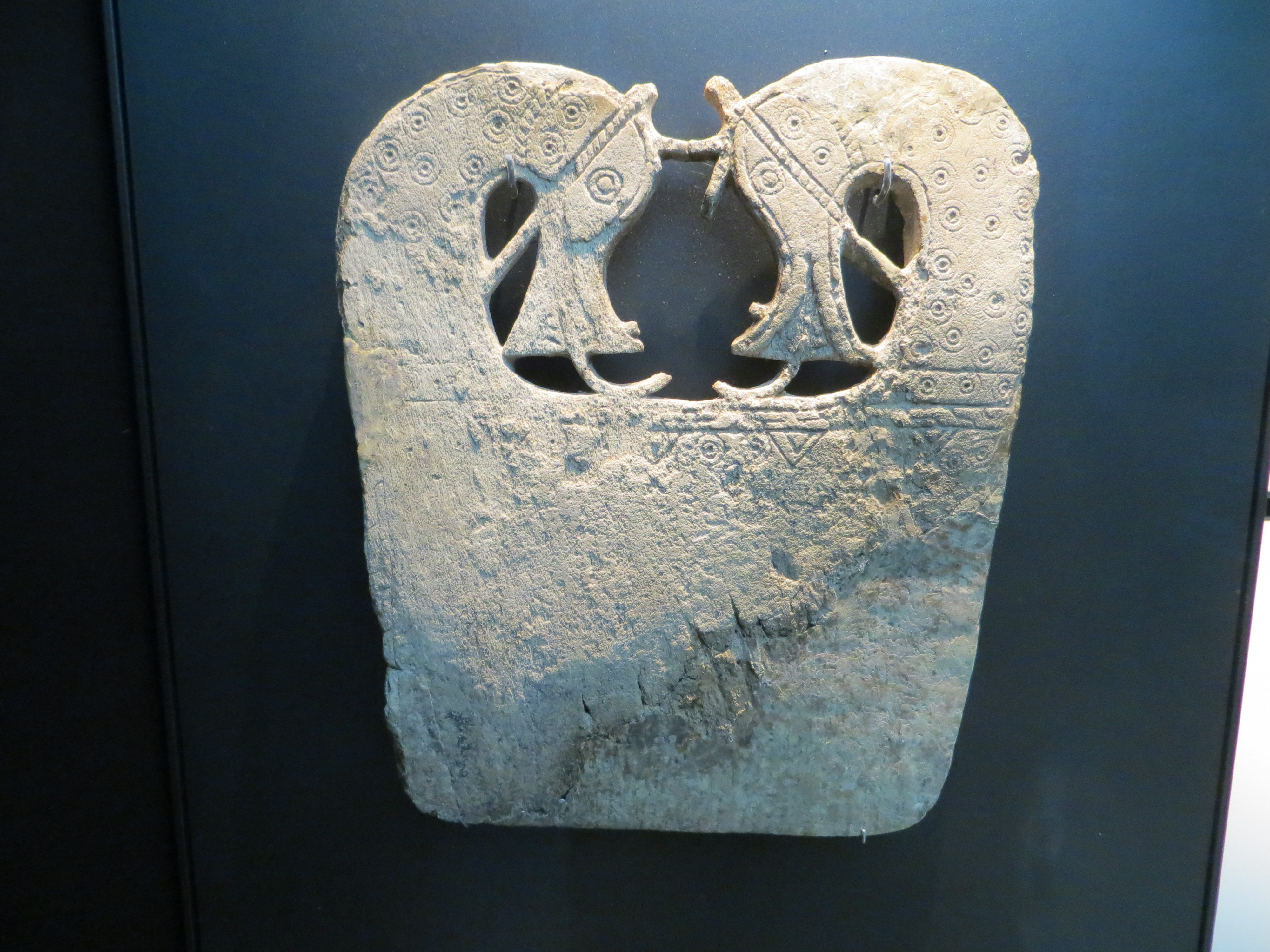
Tafel aus Walknochen vom Wikingergrab von Lilleberge

Das Wikingergrab von Lilleberge (auch Schiffsgrab von Lilleberge genannt) ist ein wikingerzeitlicher Grabfund, der im späten 19. Jahrhundert in Lilleberge in Namdalen, im Fylke Nord-Trøndelag in Norwegen, gemacht wurde.
1886 wurde vom britischen Archäologen Alfred Heneage Cocks (1864–1928) in der Nähe von Lilleberge ein über 40 Meter langer Grabhügel ausgegraben. Der Hügel enthielt ein etwa 10,0 Meter langes Boot. Cocks brachte die Funde nach England und verkaufte sie 1891 an das Britische Museum. Die Funde von Lilleberge sind eine Ansammlung von Wikingerschmuck und anderen Artefakten, die einer lokalen weiblichen Person gehörten. Zu den Funden gehören ein Spinnwirtel, eine Halskette aus farbigen Glasperlen, ein Paar ovaler Broschen aus einer Kupferlegierung, eine runde vergoldete keltische Brosche, ein eiserner Topfständer, Nieten des Wikingerbootes und Reste der Verstorbenen. Das bedeutendste Objekt ist eine fast intakte Tafel aus Walknochen.